# Temnothorax inquilinus
Temnothorax inquilinus is een mierensoort uit de onderfamilie van de Myrmicinae. De wetenschappelijke naam van de soort werd in 1989 als Chalepoxenus tauricus geldig gepubliceerd door Radchenko. Bij verplaatsing naar het geslacht Temnothorax was die naam in conflict met Temnothorax tauricus (Ruzsky, 1902). Ward, Brady, Fisher & Schultz creëerden daarop in 2014 het nomen novum Temnothorax inquilinus voor deze soort.